# Симатани, Хитоми
Хитоми Симатани (яп. 島谷ひとみ) — японская певица и актриса, родилась 4 сентября 1980 года в Куре, префектура Хиросима. В 1999 году начала свою карьеру в качестве певицы в жанре энка, а затем переориентировалась на поп-музыку.

## Биография
В 1997 году Хитоми Симатани заняла первое место на прослушивании, организованном лейблом Avex Trax. Хитоми и Avex Trax подписали договор о сотрудничестве, с условием, что она закончит школу и возьмёт уроки пения. В 1999 году Хитоми выпустила свой первый сингл в жанре энка «Ōsaka no onna», который был положительно встречен критиками, получил несколько наград, но продажи не оправдали ожиданий. В 2000 году вышел следующий сингл «Kaihōku» и Симатани начала выступать в жанре J-pop. Большой успех пришёл к певице с кавером на песню Джанет Джексон «Doesn't Really Matter», было продано более 200 000 дисков. В 2003 году Хитоми сыграла одну из главных ролей в сериале Моя единственная Мадонна.

## Дискография

### Синглы
- Ōsaka no onna (1999)
- Kaihōku (2000)
- PAPIYON~papillon~ (2001)
- Ichiba ni ikō (2001)
- Yasashii KISU no mitsukekata (2001)
- Shanti (2002)
- Amairo no kami no otome (2002)
- Amairo MAKISHI (2002)
- Itsu no hi ni ka… (2002)
- Akai sabaku no densetsu (2003)
- Genki wo dashite (2003)
- Perseus (2003)
- YUME biyori (2003)
- Viola (single) (2004)
- Jewel of Kiss (2004)
- ANGELUS -ANJERASU-/Z! Z! Z! Zip! Zap! Zipangu! (2004)
- Garnet Moon/Inori (2005)
- ~Mermaid~ (2005)
- Falco (2005)
- Mahiru no tsuki (2005)
- Haru Machibito/Camellia (2006)
- Destiny -Taiyou no Hana-/Koimizu -tears of love (2006)
- Pasio (2006)
- Dragonfly (2007)
- Neva Eva (2007)
- Shinku/Ai no Uta (2007)
- Nakitai Nara (2008)
- WAKE YOU UP/Ame no Hi ni wa Ame no Naka wo Kaze no Hi ni wa Kaze no Naka wo/Marvelous (2008)
- Ame no Hi ni wa Ame no Naka wo Kaze no Hi ni wa Kaze no Naka wo (2008)

### Студийные альбомы
- PAPILLON (2001)
- SHANTI (2002)
- GATE~scena III~ (2003)
- Tsuioku+LOVE LETTER (2004)
- Heart&Symphony (2005)
- PRIMA ROSA (2007)
- Flare (2008)

## Фильмография

### Сериалы
- Tetsu niisan (1999)
- Shinjukuzame Koorimai (2001)
- Моя единственная Мадонна (2003)
- Damens Walker (2006)

### Фильмы
- Принц тенниса (2006)
- Параллель (2009)